# اوزنیماخی
اوزنیماخی (به لاتین: Uznimakhi) یک منطقهٔ مسکونی در روسیه است که در شهرستان آگولسکی واقع شده‌است.